# Кубок Германии 2019 (хоккей)
Кубок Германии 2019 — 30 традиционный Кубок Германии, который проводит Хоккейный союз Германии. Турнир прошёл с 7 по 10 ноября в Крефельде на Яйла-Арене. В нём участвуют сборные Германии, Словакии, Швейцарии и Олимпийская сборная России. Соревнование проводилось в один круг — каждая команда играет с каждой по одному матчу, места распределяются в зависимости от набранных очков. Сборная Швейцарии выиграла турнир, набрав 6 очков.  Олимпийская сборная России заняла 3-е место, имея в своём активе 4 очка.

## Матчи
Начало матчей указано по московскому времени (UTC+3).
| 7 ноября 2019 18:15 | Словакия | 2:5 (0:0, 0:3, 2:2) | Швейцария | Яйла-Арена |

| Отчёт                                                                                        | Отчёт                           | Отчёт | Отчёт                         | Отчёт |
| -------------------------------------------------------------------------------------------- | ------------------------------- | --- | ----------------------------- | ----- |
|                                                                                              |                                 | |                               |       |
|                                                                                              | Кошаристан Андрей - 00:00-60:00 | Вратари | 00:00-60:00 - Ниффелер Мелвин |       |
|                                                                                              | Голы:                           | |                               |       |
| Кривошик Филип (Росандич Мислав) - 55:56 Кудрна Андрей (Хривик Марек, Бучек Самуэль) - 56:24 | 0:1 0:2 0:3 1:3 2:3 2:4 2:5     | Фукс Джейсон - 30:38' Бертаджа Алессио (Хишер Лука, Глаузер Андреа) - 35:53 Мой Тайлер (Глаузер Андреа, Крейс Самуэль) - 37:19 Прассл Рафаэль (Мой Тайлер, Род Ноа) - 56:58 Сатер Пиус - 59:00 |                               |       |
|                                                                                              |                                 | |                               |       |
|                                                                                              |                                 | |                               |       |
|                                                                                              |                                 | |                               |       |
| 8 мин                                                                                        | Штраф                           | 6 мин |                               |       |
|                                                                                              |                                 | |                               |       |
|                                                                                              |                                 | |                               |       |

| 7 ноября 2019 21:45 | Германия | 4:3 (1:2, 2:1, 1:0) | Олимпийская сборная России | Яйла-Арена Зрителей: 3025 |

| Отчёт | Отчёт                            | Отчёт | Отчёт                        | Отчёт |
| --- | -------------------------------- | --- | ---------------------------- | ----- |
| |                                  | |                              |       |
| | Матиас Нидербергер - 00:00-60:00 | Вратари | Илья Коновалов - 00:00-58:30 |       |
| | Голы:                            | |                              |       |
| Даниэль Пьетта (Марцель Нёбельс, Даниэль Фишбух) - 12:50 Симон Сеземски (Даниэль Пьетта, Даниэль Фишбух) - 22:58 Максимилиан Каммерер (Максимилиан Кастнер, Фредерик Тиффельс) - 34:25 Феликс Шюц (Доминик Биттнер) - 53:02 | 0:1 :1 1:2 :2 3:2 3:3 4:3        | Павел Порядин (Георгий Иванов, Святослав Гребенщиков) - 04:21 Андрей Ермаков (Владислав Кодола, Даниил Вовченко) - 16:15 Артём Волков (Иван Игумнов) - 37:49 |                              |       |
| |                                  | |                              |       |
| |                                  | |                              |       |
| |                                  | |                              |       |
| 4 мин | Штраф                            | 6 мин |                              |       |
| |                                  | |                              |       |
| |                                  | |                              |       |

| 9 ноября 2019 15:00 | Германия | 3:4 (1:0, 0:1, 2:2, 0:1) | Швейцария | Яйла-Арена Зрителей: 6217 |

| Отчёт                                          | Отчёт                       | Отчёт                                      | Отчёт | Отчёт |
| ---------------------------------------------- | --------------------------- | ------------------------------------------ | ----- | ----- |
|                                                |                             |                                            |       |       |
|                                                |                             |                                            |       |       |
|                                                | Голы:                       |                                            |       |       |
| Фредерик Тиффелс Даниэль Пиетта Даниэль Фишбух | 1:0 1:1 1:2 2:2 3:2 3:3 3:4 | Ноа Род Пиус Сутер Лука Фаззини Пиус Сутер |       |       |
|                                                |                             |                                            |       |       |
|                                                |                             |                                            |       |       |
|                                                |                             |                                            |       |       |
|                                                |                             |                                            |       |       |
|                                                |                             |                                            |       |       |

| 9 ноября 2019 18:30 | Олимпийская сборная России | 3:2 (1:0, 0:1, 1:1, 1:0) | Словакия | Яйла-Арена |

| Отчёт | Отчёт | Отчёт | Отчёт | Отчёт |
| ----- | ----- | ----- | ----- | ----- |
|       |       |       |       |       |
|       |       |       |       |       |
|       |       |       |       |       |
|       |       |       |       |       |
|       |       |       |       |       |
|       |       |       |       |       |
|       |       |       |       |       |
|       |       |       |       |       |
|       |       |       |       |       |

| 10 ноября 2019 13:00 | Швейцария | 3:4 (0:1, 1:1, 2:1, 0:0, 0:1) | Олимпийская сборная России | Яйла-Арена |

| Отчёт | Отчёт | Отчёт | Отчёт | Отчёт |
| ----- | ----- | ----- | ----- | ----- |
|       |       |       |       |       |
|       |       |       |       |       |
|       |       |       |       |       |
|       |       |       |       |       |
|       |       |       |       |       |
|       |       |       |       |       |
|       |       |       |       |       |
|       |       |       |       |       |
|       |       |       |       |       |

| 10 ноября 2019 16:30 | Германия | 2:3 (1:0, 1:1, 0:1, 0:1) | Словакия | Яйла-Арена Зрителей: 4633 |

| Отчёт                                                | Отчёт               | Отчёт                                                                               | Отчёт | Отчёт |
| ---------------------------------------------------- | ------------------- | ----------------------------------------------------------------------------------- | ----- | ----- |
|                                                      |                     |                                                                                     |       |       |
|                                                      |                     |                                                                                     |       |       |
|                                                      | Голы:               |                                                                                     |       |       |
| Андреас Эдер (Мюллер) Андреас Эдер (Новак, Ухкебиль) | 1:0 2:0 2:1 2:2 2:3 | Матуш Сукель (Сукель) Филипп Кривошик (Росандик, Сукель) Петер Зузин (Колларж, Кох) |       |       |
|                                                      |                     |                                                                                     |       |       |
|                                                      |                     |                                                                                     |       |       |
|                                                      |                     |                                                                                     |       |       |
|                                                      |                     |                                                                                     |       |       |
|                                                      |                     |                                                                                     |       |       |

## Турнирная таблица
| М | Команда         | И | В | ВО | ВБ | П | ПО | ПБ | ГЗ | ГП | РГ | О |
| - | --------------- | - | - | -- | -- | - | -- | -- | -- | -- | -- | - |
| 1 | Швейцария       | 3 | 1 | 1  | 0  | 0 | 0  | 1  | 12 | 9  | 3  | 6 |
| 2 | Германия        | 3 | 1 | 0  | 0  | 0 | 2  | 0  | 9  | 10 | -1 | 5 |
| 3 | Россия (олимп.) | 3 | 0 | 1  | 1  | 1 | 0  | 0  | 10 | 9  | 1  | 4 |
| 4 | Словакия        | 3 | 0 | 1  | 0  | 1 | 1  | 0  | 7  | 10 | -3 | 3 |

## Лучшие игроки
- Бомбардир:  Пиус Сутер — 7 очков.

## Победитель
| Победитель Кубка Германии 2019 |
| Швейцария 6-й титул            |